# Hynobius boulengeri
Espèce
Synonymes
- Pachypalaminus boulengeri Thompson, 1912
- Pseudosalamandra giga Tago, 1929

Statut de conservation UICN

 VU B1ab(iii) : Vulnérable
Hynobius boulengeri est une espèce d'urodèles de la famille des Hynobiidae.

## Répartition
Cette espèce est endémique du Japon. Elle se rencontre dans la péninsule de Kii à Honshū, dans la préfecture d'Ōita à Kyūshū et à Shikoku.

## Description
Hynobius boulengeri mesure de 79 à 107 mm sans la queue et de 144 à 201 mm de longueur totale.

## Étymologie
Cette espèce est nommée en l'honneur de George Albert Boulenger.

## Publication originale
- Thompson, 1912 : Description of a new genus and species of salamander from Japan. Proceedings of the California Academy of Sciences, sér. 4, vol. 3, p. 183-186 (texte intégral).